# بشارة عبد النظيف
سند بشارة عبد النظيف عبد الله (مواليد 1947 في كسلا -) لاعب كرة قدم سوداني لعب كلاعب وسط في نادي المريخ في عام 1964. تنافس في دورة الألعاب الأولمبية الصيفية لعام 1972، ثم اعتزل اللعب في 1978 وهاجر إلى دولة الإمارات العربية المتحدة وانخرط في مجال التدريب وعمل مدرباً في أكاديمية كرة القدم بنادي النصر الإماراتي.

## روابط خارجية
- بشارة عبد النظيف على موقع قاعدة بيانات كرة القدم.إي يو (الإنجليزية)
- بشارة عبد النظيف على موقع ناشيونال فوتبول تيمز (الإنجليزية)
- بشارة عبد النظيف على موقع عالم كرة القدم.نت (الإنجليزية)
- بشارة عبد النظيف على موقع أوليمبيديا (الإنجليزية)